# Euphorbia cordellata
Euphorbia cordellata là một loài thực vật có hoa trong họ Đại kích. Loài này được Haw. mô tả khoa học đầu tiên năm 1803.